# Kőbányai út
A Kőbányai út Budapest VIII. és X. kerületében található, a Fiumei utat, a Baross utcát és az Orczy utat köti össze a Kápolna utcával és a Kőrösi Csoma Sándor úttal.

## Leírása
A Kőbányai út Józsefvárosban (VIII. kerület) a Fiumei út, és annak folytatása, az Orczy út találkozási pontjától (Orczy tér) indul el keleti irányba. Elhalad az úttól északra fekvő, nagy kiterjedésű volt Józsefvárosi pályaudvar és az út déli oldalán lévő, szintén óriási területet elfoglaló volt Ganz–MÁVAG gyár mellett, majd keresztezi a Könyves Kálmán körútat. Innen kezdődik a kőbányai része (X. kerület). Továbbhaladva keletre az Északi Járműjavító mellett megy el, és a Budapest–Hegyeshalom–Rajka-vasútvonal töltése alatt vág át a Mázsa tér felé. A Budapest–Záhony-vasútvonal töltésénél, a – pontosan a Kőbányai út feletti hídnál lévő – Kőbánya alsó megállóhelynél végződik, közvetlen folytatása a Kápolna utca, de itt kanyarodik ki a Kőrösi Csoma Sándor út eleje is.
A Kőbányai úton villamosvágányok haladnak végig, ezeket a 28-as villamos használja. A Ganz–MÁVAG gyárba korábban számos iparvágány haladt át az úton a Józsefvárosi pályaudvar felől. Ezek közül az egyiknek kapcsolata volt a villamosvágányok felé is.

## Nevezetes épületek, épületegyüttesek, létesítmények
| Kép | Név                                                                          | Építés ideje                          | Elhelyezkedés | Megjegyzés |
| --- | ---------------------------------------------------------------------------- | ------------------------------------- | ------------- | --- |
|     | Magyar Posta Hírlap Logisztikai Központ                                      |                                       | 2. (?)        | |
|     | Józsefvárosi pályaudvar                                                      | 1867-től több lépésben                | 4-20. (?)     | |
|     | Diana Club Hotel (Hotel Diana)                                               |                                       | 19.           | |
|     | Ganz–MÁVAG                                                                   | 19. sz. második felétől több lépésben | 21 (?)-35.    | Eredetileg két külön gyár volt: a Ganz Vagon- és Gépgyár és a Magyar Királyi Állami Vas-, Acél- és Gépgyárak. 1959-ben olvasztották össze őket. 1987-ben megszűnt, területét több kisebb vállalat használja. |
|     | Budapest–Kőbányai Dohánygyár                                                 | 1922                                  | 22/b.         | 1949-ben megszűnt. 1949-től 1966-ig a Magyarországra menekült görögök egy részének a lakóhelye. Egy részét a Könyves Kálmán körút szélesítésekor lebontották, egy részét átépítették.                        |
|     | Törekvés Művelődési Központ                                                  | 1888                                  | 30.           | Budapest egyik legrégebbi művelődési intézménye. |
|     | MÁV Északi Járóműjavító Üzemi Vállalat (Északi Főműhely, Északi Járműjavító) | 1866-tól több lépésben                | 30–36.        | 2009-ben megszűnt, épületei felújítás alatt állnak. Területére épül az új Közlekedési Múzeum. itt található az Operaház Eiffel Műhelyháza.                                                                   |
|     | ERDÉRT LAP-LEMEZ LOMBKER Facentrum Kft.                                      |                                       | 36.           | 2012-ben megszűnt, területét több kisebb vállalat használja. |
|     | Kőbányai Szervátiusz Jenő Általános Iskola                                   | 1960 (?)                              | 38.           | Tervezte: Kismarty-Lechner Kamil. |
|     | Ganz Kapcsolók és Készülékek Gyára                                           | 1949                                  | 41/c.         | Ganz Kapcsoló- és Készülékgyártó Kft. néven működik. |
|     | Taraliget Lakópark                                                           | 2000 után                             | 45/a.         | Korábban a Ganz-MÁVAG SE sporttelepe. |
|     | régi vámház                                                                  | 1890-es évek                          | 47.           | |
|     | Elek Gyula Aréna                                                             | 1997                                  | 47/a.         | |

## Forrás
- Google térkép adatai
- Openstreetmap térkép adatai

## Egyéb irodalom
- Kőbányai utcák, utak, terek parkok története, Budapest Főváros X. kerületi Tanácsa V. B., Budapest, 1985, ISBN 963/-03-1945-4
- Budapest lexikon I–II. Főszerk. Berza László. 2., bőv. kiad. Budapest: Akadémiai. 1993.  ISBN 963-05-6409-2
- Budapest teljes utcanévlexikona. Szerk. Ráday Mihály. (hely nélkül): Sprinter. 2003.  ISBN 963 9469 06 8